# Liwā' Nā‘ūr
Liwā' Nā‘ūr (arabiska: Liwā’ Nā‘ūr, لواء ناعور) är ett departement i Jordanien.   Det ligger i guvernementet Amman, i den centrala delen av landet, 19 km sydväst om huvudstaden Amman.